# Marquesado de Accadia
El marquesado de Accadia es un título nobiliario español creado el 20 de mayo de 1667 en Sicilia por el rey Carlos II a favor de José Recco, Capitán General de los Reales Ejércitos.
Este título fue rehabilitado como título de España en 1962, "a primer titular", en el descendiente directo de José Recco, Paolo Denticedi Accadia y Longobardi.

## Marqueses de Accadia
|                                     | Titular                                | Periodo                |
| Creación por Carlos II              | Creación por Carlos II                 | Creación por Carlos II |
| ----------------------------------- | -------------------------------------- | ---------------------- |
| I                                   | José Recco                             | 1667-1695/1724)        |
| Rehabilitación por Francisco Franco |                                        |                        |
| I                                   | Paolo Dentice di Accadia y Longobardi  | 1962-1975              |
| II                                  | Roberto Dentice di Accadia y de Césare | 1976-2021              |

## Historia de los marqueses de Accadia
- José Recco, I marqués de Accadia, en Sicilia, Barone di Accadia, Duca dell'Accadia

Rehabilitado, "a primer titular" en 1962, como título español, por:
- Paolo Dentice di Accadia y Longobardi (1899-1975), I marqués de Accadia.

1. Casó con Pía de Césare Guerrifore.

Le sucedió su hijo:
- Roberto Dentice di Accadia y de Césare (1928-2021), II marqués de Accadia.

1. Casó con María Luisa Spinelli Carlesimo.

A su muerte nadie ha reclamado el título, por lo que de continuar en dicha situación en 2026 se considerará caducado y aquellos llamados a suceder en él deberán solicitar la rehabilitación.